# Libérer le peuple
Libérer le peuple (en wolof : Yewwi Askan Wi, YAW) est une ancienne coalition politique sénégalaise créée en 2021 et de facto disparue en 2024.

## Histoire
La coalition Libérer le peuple est fondé en 2021 par Khalifa  Sall et le Parti de l'unité et du rassemblement (PUR) de Serigne Moustapha Sy pour les élections municipales, départementales et législatives de 2022 et en ligne de mire l'élection présidentielle de 2024.
En vue des élections législatives, la coalition s'allie avec celle de Wallu Sénégal de l'ancien président Abdoulaye Wade pour la présentation de candidats communs au niveau des départements. Néanmoins les deux coalitions présentent des listes distincts au niveau national.
Après les élections législatives de 2022 et la victoire du candidat du PASTEF Bassirou Diomaye Faye à l'élection présidentielle de 2024, la coalition est devenue selon le mensuel Jeune Afrique « de facto une coquille vide » notamment par le refus du PASTEF de nouer des nouvelles alliances depuis l'élection présidentielle et également par le départ de certains de ses partis dans une autre coalition Sàmm Sa Kàddu.

## Résultats électoraux

### Élections législatives
| Année | Voix      | %     | Rang | Élus     | Gouvernement                         |
| ----- | --------- | ----- | ---- | -------- | ------------------------------------ |
| 2022  | 1 071 139 | 32,85 | 2e   | 56 / 165 | Opposition (2022-2024), Sonko (2024) |